# Батрак, Иван
Иван Батрак (настоящее имя Иван Андреевич Козловский; 1892, Малое Гальцево, Могилёвская губерния, Российская империя, ныне Толочинский район, Витебская область, Белоруссия — 1938) — русский советский поэт-баснописец, видный представитель «пролетарско-колхозной» поэзии, один из руководителей РОПКП.

## Биография
Родился в крестьянской семье в деревне Малое Гальцево Оршанского уезда Могилёвской губернии. Учился в сельской школе, затем в городском училище Орши. Осенью 1911 года уехал в Санкт-Петербург, стал железнодорожным рабочим. С 1913 публиковался в газете «Правда», испытывал влияние Демьяна Бедного. В 1914 вступил в РСДРП(б). За содержание тайной типографии приговорён военным судом к восьми годам каторги, которую отбывал в Шлиссельбургской крепости (1915—1917).
После революции депутат Петросовета, председатель райкома РКП(б) 1-го Городского района. В 1924 окончил факультет общественных наук МГУ. Занимал руководящие посты в ВОКП-РОПКП. Ответственный редактор журнала «Комбайн» (1930—1932).
31 января 1938 года арестован, 21 апреля осуждён и в этот же день расстрелян.

## Книги
- Обручи и клёпки (басни), 1926
- Басни, 1928
- Соха и трактор (стихи), 1928
- К вопросу о платформе ВОПКП, 1931
- Пауки и мухи (стихи), 1931
- Фабричная труба (басни), 1931
- Басни, 1933
- Заметки писателя, 1934
- По следам жизни (басни), 1935
- Колхозный форт (очерк), 1936